# Les Émeraudes du Prophète
Les Émeraudes du Prophète est un roman de Juliette Benzoni paru en 1999, mettant en scène le prince antiquaire Aldo Morosini. C'est le cinquième tome de la série Le Boiteux de Varsovie.